# 小瀬村晶
小瀬村 晶（こせむら あきら、Akira Kosemura、1985年6月6日 - ）は、日本の作曲家、編曲家、音楽プロデューサー、ピアニスト。東京都出身。

## 略歴
2007年に豪州の音楽レーベルからアルバム「It's On Everything」を発表しデビュー。“日常に捧げる新しい音楽の形”を提唱し、同年、音楽レーベルSCHOLEを共同で設立。以降、自身の作品をコンスタントに発表する傍ら、映画、テレビ、ゲーム、CMなどの音楽を手掛ける音楽家。
代表曲「Light Dance」にみられるように、ピアノ曲に定評があるが、その作風は、ポストクラシカル、エレクトロニカ、アンビエント、ポップスなど、多岐に渡る。
国際的な評価が高く、Pitchforkや、THE AGEといった海外の有力メディアや、イギリスやフランスの国営ラジオ放送、大手新聞紙などでその才能を高く評価されている。
2015年5月1日から10月31日までの間、イタリア・ミラノで開催された「2015年ミラノ国際博覧会」（ミラノ万博）の日本館展示作品である「LIVE PERFORMANCE THEATER」の音楽を担当。
ハリウッドのプロデューサー・脚本家のマラ・ブロック・アキルの希望により、2018年6月から8月までアメリカのテレビ放送局オプラ・ウィンフリー・ネットワークで放送されたテレビシリーズ「Love Is ___」の音楽を担当し、以降、河瀨直美監督の長編映画や是枝裕和監督のドキュメンタリー作品、ヴェネチア国際映画祭金獅子賞を受賞したオドレイ・ディワンの初監督作品への参加など、国内外でのコラボレーションも多数。
2022年にはジョン・レジェンドのアルバム「レジェンド アクトⅠ＆Ⅱ」収録の「ジ・アザー・ワンズ feat. ラプソディ」に自身の楽曲「Asymptote」がサンプリング使用された。
2007年に音楽レーベルSCHOLEを共同で設立。2009年より法人化し、現在は株式会社SCHOLE取締役兼、音楽プロデューサーとして数多くの作品を手掛けている。

## ディスコグラフィ

### アルバム
| 発売日                           | タイトル                             | 規格品番                          | 備考                                                                     |
| -------------------------------- | ------------------------------------ | --------------------------------- | ------------------------------------------------------------------------ |
| 2007年                           | It's On Everything                   | RMSG002                           |                                                                          |
| 2008年9月15日                    | Tiny Musical                         | SCH-006 SCH-042                   | 2015年7月27日にデジタルリマスター盤が発売                                |
| 2009年8月20日                    | Polaroid Piano                       | AMIP-0002                         |                                                                          |
| 2010年2月13日                    | Grassland                            | SCH-013:生産限定盤 SCH-014:通常盤 | 2014年5月24日にリマスター再発盤『grassland+』が発売                      |
| 2011年4月11日                    | How My Heart Sings                   | SCH-018                           |                                                                          |
| 2015年11月25日                   | For                                  | SCH-044                           | フラワーアーティスト、写真家とのコラボレーション作品（CD/DVD/Photobook） |
| 2016年6月6日                     | MOMENTARY: Memories of the Beginning | SCH-046                           |                                                                          |
| 2016年9月9日:CD 2017年2月10日:LP | One Day                              | SCH-047:CD SCH-047LP:LP           |                                                                          |
| 2017年9月15日                    | In The Dark Woods                    | SCH-051:CD SCH-051LP:LP           |                                                                          |
| 2021年3月26日:CD 2021年4月9日:LP | 88 Keys                              | SCH-071:CD SCH-071L:LP            |                                                                          |
| 2023年3月24日                    | 88 Keys II                           | SCH-080:CD                        |                                                                          |
| 2023年6月30日                    | SEASONS                              | UCCL-9111 :CD UCJY-9002 :LP       |                                                                          |
| 2023年12月8日                    | The Two Of Us                        | UCCL-1240                         | TAKAHIROMIYASHITATheSoloist.とのコラボレーションアルバム                 |
| 2024年5月31日                    | SELENE                               | AMIP-0357 TRR428LP TRR428LP-C1    | Lawrence Englishとのコラボレーションアルバム                             |

### サウンドトラック
1. MANON（2012年）
2. 最後の命 EMBERS（2014年）
3. Buddhists（2016年）※配信限定
4. Dr.Gibson（2016年）※非売品
5. 映画「ハルチカ」オリジナル・サウンドトラック（2017年）
6. TBS系 火曜ドラマ「中学聖日記」オリジナル・サウンドトラック（2018年）
7. TBS系 火曜ドラマ「中学聖日記」オリジナル・サウンドトラック Vol.2（2018年）※配信限定
8. カンテレ「小夏日和」オリジナル・サウンドトラック（2019年）※配信限定
9. Love Is __ (Music From The Original TV Series)（2020年）- 海外ドラマのサウンドトラック
10. 映画「思い、思われ、ふり、ふられ」オリジナル・サウンドトラック（2020年）※配信限定
11. 映画「朝が来る」オリジナル・サウンドトラック（2020年）
12. ジャックジャンヌ オリジナル・サウンドトラック（2021年）
13. ジャックジャンヌ ボーカル・コレクション（2021年）
14. サマーゴースト オリジナル・サウンドトラック（2022年）
15. やがて海へと届く オリジナル・サウンドトラック（2022年）※配信限定
16. 桜色の風が咲く オリジナル・サウンドトラック（2022年）
17. ラーゲリより愛を込めて オリジナル・サウンドトラック（2022年）
18. Rudy (Original Motion Picture Soundtrack)（2023年）- イギリス映画のサウンドトラック
19. 青のオーケストラ オリジナル・サウンドトラック（2023年）
20. TVアニメ「ハニーレモンソーダ」オリジナル・サウンドトラック（2025年）
21. 映画「少年と犬」オリジナル・サウンドトラック（2025）

### シングル・EP・企画盤
- Afterglow（2007年）
- Goodbye, Summer Rain With The Girl（2009年）
- 大倉山記念館 2010.07.03（2010年）※ライブ録音
- DUO（2013年）※ライブ録音
- SOLO（2013年）※ライブ録音
- 虹の彼方 - seven colors variations -（2013年）
- 虹の彼方 Remixes（2014年）※配信限定
- TRIO（2015年）※ライブ録音
- DNA EP（2016年）※配信限定
- Our Own Picture EP（2017年）※配信限定
- The Cycle Of Nature EP（2017年）※配信限定
- 春の光、夏の風（Piano Version）（2017年）※配信限定
- Someday EP（2017年）※配信限定
- Shutter Girl（2018年）※配信限定
- Yearbook EP（2018年）※配信限定
- In Moonlight EP（2019年）※配信限定
- But You're Mad（From "Mais vous êtes fous"）（2019年）※配信限定
- Romance EP（2019年）※配信限定
- Diary 2016-2019（2019年）
- Mirrors Crossing（2020年）※配信限定
- Flap Of A Butterfly's Wings（2020年）※配信限定
- Kioque（2021年）※配信限定
- Mercy EP（2021年）※配信限定
- Echoes EP（2022年3月18日）※配信限定
- Looking For You（2022年）※配信限定
- Pause (almost equal to) Play EP（2022年）※配信限定
- Untouched Rainforest EP（2022年）※配信限定
- Views I Remember From My Childhood EP（2022年）※配信限定
- Osmanthus EP（2022年）※配信限定
- Fragments of The Last Will - Main Theme（2022年）※配信限定
- Someday (Instrumental)（2023年）※配信限定
- Day's Eye（2023年）※配信限定
- Dreamland EP（2023年）※配信限定
- Proof of Us (Soundtrack to the FLAT STUDIO Short Film)（2023年）※配信限定
- Borderland（2024年）※配信限定
- Golden Bells（2024年）※配信限定
- Stellar（2024年）※配信限定
- Close Eyes（2025年）※配信限定

### プロデュース
- スクウェア・エニックス「親愛なる友へ」（2010年） - リアレンジ・プロデュース ※アルバム「Chill SQ」に収録
- やなぎなぎ「トランスルーセント」（2013年） - 作曲・編曲・プロデュース ※アルバム「エウアル」に収録

### コンピレーション
- If You Believe（2007年）
- Schole Compilation Vol.1（2007年）
- Add To Friends（2007年）
- Airport Symphony（2007年）
- Variations Of Silence（2008年）
- We Found Our Winged Tales（2008年）
- Mellow Beats, Friends & Lovers（2009年）
- My Private Space（2010年）
- Chill Sq（2010年）
- Note Of Seconds - Schole Compilation Vol.2（2010年）
- Quiet Moments - Melancholic Twilight（2011年）
- 部屋、音楽が溶けて（2011年）
- Quiet Moments - Winter Promenade（2012年）
- Variations Of Pianoforte（2012年）
- Joy - Schole Compilation Vol.3（2013年）
- Quiet Moments - From Dusk Till Dawn（2014年）
- Quiet Moments - Piano Tone（2015年）
- Piano Cloud Volume One（2016年）
- Cafe Del Mar Jazz 4（2016年）
- Schole Collection Ⅰ- Ⅴ（2017）
- Beau Paysage La Montagne（2017年）
- 紙片（2017年）
- Piano Cloud Volume Three（2017年）
- Piano Cloud Volume Four（2018年）
- Michael Price - Diary Reworks（2018）
- After The Rain - Schole Compilation Vol.4（2019）
- Piano Cloud Volume Five（2020年）
- Dear, Piano（2020年）
- Sixteen Songs, Vol.2（2021年）
- ミシェル・ルグラン - Legrand (Re) Imagined（2022年）

## 映画音楽
- はじまりの島（2012年）※エンディングテーマ
- 最後の命（2014年）
- Buddhist -今を生きようとする人たち-（2015年）
- ハルチカ（2017年）
- 金沢シャッターガール（2018年）※エンディングテーマ
- Mais vous êtes fous（2019年、フランス）※楽曲提供
- ジョナス・ブラザーズ 復活への旅（2019年、アメリカ）※楽曲提供
- 思い、思われ、ふり、ふられ（2020年）
- 朝が来る（2020年）- カンヌ国際映画祭公式作品「CANNES 2020」選出
- サマーゴースト（2021年）
- やがて海へと届く（2022年）
- 桜色の風が咲く（2022年）
- 我が名はヴェンデッタ（2022年、イタリア）※楽曲提供
- ラーゲリより愛を込めて（2022年）- 東京国際映画祭オープニング作品
- Rudy（2023年、イギリス）
- 人生の最初の日（2023年、イタリア）※楽曲提供
- 少年と犬（2025年）

## テレビドラマ・アニメ
- Love Is ___（2018年、アメリカ・オプラ・ウィンフリー・ネットワーク（英語版））
- 中学聖日記（2018年10月 - 12月、TBS）
- 小夏日和（2019年7月、関西テレビ）
- 階段下のゴッホ（2022年9月 - 11月、TBS）※劇中メインテーマ
- 青のオーケストラ（2023年4月 - 10月、NHK Eテレ）
- ハニーレモンソーダ（2025年1月 - 3月、フジテレビ）[1]
- 水属性の魔法使い（2025年7月 - 、TBS） ※青木沙也果と連名

## ゲーム音楽
- ジャックジャンヌ（2021年）

## 舞台音楽
- White Fileds（2009年、ユニット・キミホ）※楽曲提供
- MANON（2012年、ユニット・キミホ）
- ナミヤ雑貨店の奇蹟（2013年、キャラメルボックス）※楽曲提供
- あなたがここにいればよかったのに（2014年、キャラメルボックス）※楽曲提供
- 涙を数える（2014年、キャラメルボックス）※楽曲提供
- BREATH（2015年、キャラメルボックス）※楽曲提供
- 彼は波の音がする（2016年、キャラメルボックス）※楽曲提供
- 彼女は雨の音がする（2016年、キャラメルボックス）※楽曲提供
- ゴールデンスランバー（2016年、キャラメルボックス）※楽曲提供
- 光の帝国（2017年、キャラメルボックス）※楽曲提供
- ティアーズライン（2017年、キャラメルボックス）※楽曲提供
- リーディング公演『ジャックジャンヌ』 -あらた森の蟲退治（2024年、ジャックジャンヌ）※メインテーマ

## 広告音楽
- ランドローバー
- ドゥ・ラ・メール
- ロクシタン
- SK-II
- GMO
- au
- YKK AP
- イケア
- キヤノン
- 東芝
- 三菱電機
- シャープ
- ラドー
- ニコン
- 富士通
- JTB
- Z会
- 日本エステティック業協会

他

## 映像作品
- Smile（2008年、監督：Phil Paris Zarcilla、3Dショートアニメーションフィルム）※楽曲提供
- ウミウシ 海の宝石（2009年、テレコムスタッフ、DVD）
- Cycle（2017年、監督：Alex Ishida、ショートアニメーションフィルム）
- Three Trees（2020年、監督：矢野数馬、ショートフィルム）
- 20200408（2020年、監督：山田智和、ショートフィルム）
- 美しき日本 奈良（2020年、監督：河瀨直美、ショートドキュメンタリーフィルム）
- 十年分の私へ（2020年、監督：loundraw/FLAT STUDIO、コンセプトムービー）[2]
- Somewhere In The Snow（2021年、監督：山田智和、ショートフィルム）
- The Center Lane（2021年、監督：是枝裕和、ドキュメンタリーフィルム）
- ふたり分の証明（2022年、監督：loundraw/FLAT STUDIO、コンセプトムービー）
- THE FABELMANS（2023年、監督：Steven Spielberg、予告編音楽）※楽曲提供
- 大阪・関西万博「河瀨館 いのちのあかし」上映作品（2025年、監督：河瀨直美、ショートドキュメンタリーフィルム）

## CM出演
- スクウェア・エニックス「ファイナルファンタジーXIV: 蒼天のイシュガルド」（2015年）

## 執筆
- HMVオンラインにおいて、月1回連載コラム「細い糸に縋るように」を執筆していた（2009年 - 2016年）。
- ディスクガイド本「クワイエット・コーナー 心を静める音楽集」（山本勇樹監修、2014年、シンコーミュージック）にコラムを寄稿している。

## 選曲
2010年より、全日空が提供する空港のラウンジルーム「ANA LOUNGE」の音楽を監修していた。